# Bujar Çela
Bujar Çela (ur. 14 maja 1960 w Lushnji) – deputowany do Zgromadzenia Albanii z ramienia Socjalistycznej Partii Albanii.

## Życiorys
W wyborach 2017 roku uzyskał mandat deputowanego do albańskiego parlamentu z ramienia Socjalistycznej Partii Albanii.